# Hadrotrichum virescens
Hadrotrichum virescens är en svampart som beskrevs av Sacc. & Roum. 1882. Hadrotrichum virescens ingår i släktet Hadrotrichum, ordningen kolkärnsvampar, klassen Sordariomycetes, divisionen sporsäcksvampar och riket svampar.   Inga underarter finns listade i Catalogue of Life.